# Lista över arameiska kungar
Denna sida är en lista över arameiska kungar i de arameiska rikena.

## Kungar i Hamath
Toi (900-talet f.kr)
Hadoram (900-talet f.kr)
Paratas (tidigt 800-tal f.kr)
Urhulinas (mitten på 800-talet f.kr
Uratamis (sent på 800-talet)
Zakkur ( ca 800-700-talet f.kr)
Enilu (mitten på 700-talet f.kr)
Yaub'di (ca 720 f.kr)

## Kungar i Aram (Damaskus)
- Reson (ca 950-talet f.kr)
- Hezjon
- Tabrimmon
- Bar Hadad I (885 f.kr – 865 f.kr)
- Bar Hadad II (Hadadezer, Adad-idri) (865 f.kr – 842 f.kr)
- Hasael (842 f.kr - 804 f.kr
- Mar'i (804 f.kr - 796 f.kr)
- Bar Hadad III (796 f.kr - 770 f.kr)
- Hadianu (770 f.kr - 750 f.kr)
- Resin (750-732 f.kr)

## Kungar i Bit Zamani
Amme Ba'li (850 - 800 f. Kr)

## Kungar i Bit Bahiani
Bahianu (sent 900-talet f. Kr.)
Abisalamu (tidigt 800-talet f. Kr.
Shamash Nuri (800-talet f Kr.)
Had-yis´i (mitten på 800-talet f. Kr)
Ḫadiani (Chadiani) (första hälften på 800-talet f. Kr.)
Kapara (800, -700-talet f. Kr.) 